# Sheik Humarr Khan
Sheik Humarr Khan est un médecin virologue sierraléonais mort lors de l'épidémie du virus Ébola qui touche son pays en 2014. 

## Biographie
Consultant auprès des Nations unies dans le cadre de la MINUSIL, il est ensuite responsable de l'étude de la Fièvre de Lassa à l'hôpital de Kenema. En janvier 2014, il commence à enseigner à l'université de Freetown où il a suivi ses études de médecine. 
Unique spécialiste des fièvres hémorragiques de la Sierra Leone, il est à la tête de la lutte contre l'épidémie de fièvre hémorragique Ebola qui touche son pays en 2014. Ayant traité directement plus de 100 patients, il est désigné comme un « héros national » par le ministre de la Santé de son pays lorsqu'il est contaminé par ce virus,,. 

## Mort
Il meurt le 29 juillet 2014 après avoir été pris en charge dans un centre de soins géré par Médecins sans frontières.  
Ses médecins ont eu la possibilité d'utiliser un médicament, le ZMapp, qui avait donné des résultats sur des animaux mais n'avait pas encore été expérimenté sur l'espèce humaine. Pris entre le problème éthique qu'il y aurait eu à favoriser un patient parmi des centaines d'autres et le risque d'une réaction populaire si l'essai s'était conclu par la mort d'un héros national, ils ont décidé de ne pas le lui administrer. Les deux premières personnes qui reçoivent ce médicament, quelques jours plus tard, guérissent sans que cela puisse être attribué au traitement.

## Honneur
L'astéroïde (6781) Sheikhumarrkhan est nommé en son honneur.